# Seimare-Talsperre
Die Seimare-Talsperre ist eine Bogenstaumauer am Seimare (auch Seymareh) in Darrehschahr in der iranischen Provinz Ilam. Der Hauptzweck der Talsperre ist die Wasserkraftgewinnung. Studien für die Talsperre wurden in den 1970er Jahren geführt und der Bau begann 1997 mit Umleitungsarbeiten. 2006 begannen die Betonierarbeiten und ab dem 19. Mai 2011 wurde der Fluss aufgestaut. Der erste Generator war 2013 betriebsbereit. Es werden drei 160-MW-Francis-Turbinen und Generatoren mit einer installierten Leistung von 480 MW eingebaut. Sie können jährlich im Durchschnitt ca. 850 GWh Strom erzeugen.

## Bauwerk
Das Absperrbauwerk besteht aus einer 180 Meter hohen Bogenstaumauer mit einem variablen Radius bei einer Bogenlänge von 202 Metern. Die Mauer ist oben 6 Meter breit und an der Basis 28 Meter bei einem Betonvolumen von 550.000 m³. Die Talsperre hat ein 27,886 km² großes Einzugsgebiet und der Stausee ein Stauvolumen von 3200 Mio. m³. Seine Wasseroberfläche ist 69,5 km² groß und der See 40 km lang. Die Talsperre hat zwei Hochwasserentlastungen. Die größere Hauptentlastung bekommt zwei Radialverschlüsse und kann bis zu 5763 m³/s abführen. Die Hilfsentlastung ist ungesteuert und hat eine Leistung von 2467 m³/s.